# Rupert Sanders
Sander Rupert
Từ Wikipedia, bách khoa toàn thư miễn phí
Chuyển đến điều hướng Chuyển đến tìm kiếm
Sander Rupert
Rupert Sanders, 2012.jpg
Sanders tại buổi ra mắt phim Snow White and the Huntsman của Úc vào tháng 6 năm 2012
Sinh ra	Rupert Miles Sanders
16 tháng 3 năm 1971 (48 tuổi)
Westminster, Luân Đôn, Anh
Nghề nghiệp	Đạo diễn phim
Năm hoạt động	1999 Hiện tại
Người phối ngẫu	Liberty Ross
(m.  2002; div.  2014)
Bọn trẻ	2
Rupert Miles Sanders (sinh ngày 16 tháng 3 năm 1971) là một đạo diễn phim người Anh.
Nội dung
1	đời đầu
2	Sự nghiệp
3	cuộc sống cá nhân
4	Phim
5	tài liệu tham khảo
6	liên kết ngoài
Đầu đời 
Sanders sinh ra ở Westminster, London, con trai cả của Thalia (nhũ danh Garlick) và Michael Sanders. [1]
Sự nghiệp 
Sanders đã chỉ đạo nhiều quảng cáo trên truyền hình, bao gồm The Life for Halo 3: ODST, đã giành cho anh hai Sư tử vàng tại Liên hoan quảng cáo quốc tế Cannes Lions. [2]
Bộ phim đầu tiên của Sanders là Snow White and the Huntsman, được phát hành ở Mỹ vào đầu tháng 6 năm 2012. Kinh phí của bộ phim là 170 triệu đô la, bao gồm chi phí tiếp thị tám con số, và nó đã kiếm được 20,3 triệu đô la vào ngày công chiếu ở Mỹ. Đến nay, bộ phim đã thu về 396.592.829 đô la tại phòng vé. [3] [4]
Ông cũng đạo diễn một bộ phim chuyển thể từ truyện tranh khoa học viễn tưởng nhượng quyền Ghost in the Shell, với Avi Arad và Steven Paul sản xuất và Scarlett Johansson đóng vai chính. [5] [6]
Cuộc sống cá nhân 
Sanders kết hôn với người mẫu và đồng nghiệp Brit Liberty Ross, [7] em gái của nhà soạn nhạc từng giành giải Oscar Atticus Ross, [8] năm 2002. [9] Họ chuyển đến Los Angeles để tiếp tục sự nghiệp của Sanders. [9] Cùng nhau họ có hai con, con gái Skyla và con trai Tennyson. Vào tháng 7 năm 2012, Us Weekly đã công bố những bức ảnh của Sanders trong một cái ôm thân mật với nữ diễn viên Kristen Stewart, [10] khiến Sanders và Stewart phải đưa ra lời xin lỗi công khai. [11] [12] [13] Ross sau đó đã đệ đơn ly hôn với Sanders vào tháng 1 năm 2013, tìm kiếm quyền nuôi con chung, hỗ trợ vợ chồng và phí pháp lý.[14] Việc ly hôn được hoàn tất vào ngày 30 tháng 5 năm 2014. [15]
Phim ảnh 
Snow White and the Huntsman (2012) - đạo diễn
Ghost in the Shell (2017) - đạo diễn
Tài liệu tham khảo 
```
Samson, Pete (27 tháng 7 năm 2012). "
Robert Pattinson
 rời khỏi nhà mà anh ấy đã chia sẻ với Kristen Stewart". Mặt trời. Truy cập ngày 27 tháng 7 năm 2012.
Babb, Francesca (ngày 1 tháng 6 năm 2012). "Snow White & the Huntsman Director Rupert Sanders đang sống trong câu chuyện cổ tích". Người bảo vệ. Truy cập ngày 27 tháng 7 năm 2012.
McClintock, Pamela (2 tháng 6 năm 2012). "Báo cáo về doanh thu phòng vé: 'Snow White and the Huntsman' Top Friday với mạnh mẽ 20,3 triệu đô la". Phóng viên Hollywood. Truy cập ngày 27 tháng 7 năm 2012.
```

"Bạch Tuyết và thợ săn (2012)". Phòng vé Mojo. Amazon.com. Truy cập ngày 13 tháng 9 năm 2012.
```
Kroll, Justin (5 tháng 1 năm 2015). "Scarlett Johansson ký hợp đồng đóng vai chính trong DreamWorks 
 Ghost in the Shell '(ĐỘC QUYỀN)". Giống. Truy cập ngày 5 tháng 1 năm 2015.
```

"Scarlett Johansson được xác nhận là Star in Ghost in the Shell". Thời gian. Truy cập ngày 5 tháng 1 năm 2015.
"Kristen Stewart lừa dối Robert Pattinson với đạo diễn Rupert Sanders". Chúng tôi hàng tuần. Ngày 24 tháng 7 năm 2012. Truy cập ngày 27 tháng 7 năm 2012.
"Liberty Ross - Kristen Stewart Vụ: Ai chính xác là Liberty Ross?". Liên hệ.com. Ngày 25 tháng 7 năm 2012. Truy cập ngày 27 tháng 7 năm 2012.
```
"Liberty Ross: 6 Những điều cần biết về Rupert Sanders' Vợ". Tin tức ABC. 28 tháng 7 năm 2012. Truy cập ngày 25 tháng 1 năm 2013.
```

"Kristen Stewart, Rupert Sanders xin lỗi vì đã ngoại tình". CBCNews. Truy cập ngày 17 tháng 8 năm 2012.
"Lời xin lỗi của Kristen Stewart với Robert Pattinson vì gian lận". Người. Truy cập ngày 25 tháng 7 năm 2012.
"Lời xin lỗi gian lận của Kristen Stewart: PR Insider cân nhắc". HuffPost. Truy cập ngày 26 tháng 7 năm 2012.
```
D'Zurilla, Christie (25 tháng 7 năm 2012). "Rupert Sanders xin lỗi vì móc nối của Kristen Stewart". Thời báo Los Angeles. Truy cập ngày 13 tháng 9 năm 2012.
```

"Hồ sơ Liberty Ross cho ly hôn từ Rupert Sanders". Người. Truy cập ngày 25 tháng 1 năm 2013.
"Liberty Ross và đạo diễn Rupert Sanders đã hoàn tất việc ly hôn". Báo chí quốc tế. Ngày 30 tháng 5 năm 2014. Truy cập ngày 10 tháng 6 năm 2014.
Liên kết ngoài 
Rupert Sanders trên IMDb
vte
Phim do Rupert Sanders đạo diễn
Bạch Tuyết và thợ săn (2012) Ghost in the Shell (2017)
Quyền kiểm soát Chỉnh sửa cái này tại Wikidata	
BNE: XX5258804 BNF: cb16641059r (dữ liệu) GND: 1026542804 ISNI: 0000 0003 8219 1535 LCCN: số 2012120761 NKC: xx0165548 SUDOC: 165687703 VIAF: 264524572 Danh tính WorldCat (thông qua VIAF): 264524572
Thể loại:Sinh năm 1971Đạo diễn phim tiếng AnhNgười sốngNgười nước ngoài ở AnhNgười từ Westminster